# Maria Petralifaina
Maria Petralifaina (XIII w.) – bizantyńska arystokratka. Została żoną Teodora Angleosa Komnena Dukasa. Ich dziećmi byli:
- Jan Angelos Dukas Komnen
- Demetriusz Angelos
- Anna Angelina Komnena Dukaina
- Irena Komnena Dukaina